# Грушівське газоконденсатне родовище
Грушівське газоконденсатне родовище — належить до Більче-Волицького нафтогазоносного району Передкарпатської нафтогазоносної області Західного нафтогазоносного регіону України.

## Розташування
Розташоване у Львівській області на відстані 15 км від м. Дрогобич. Належить до північно-західної частини Косівсько-Угерської підзони Більче-Волицької зони.

## Структура
Грушівське родовище розмірами по ізогіпсі — 1800 м 9х4 м, висотою 320 м, виявлена в 1970 р. Вона складена баденськими та нижньосарматськими г.п., які залягають на розмитій поверхні верхньоюрських утворень.
Структура є асиметричною антикліналлю з коротким півн.-сх. та протяжним півд.-зах. крилами, розбитою поперечними тектонічними порушеннями на 2 блоки.

## Технічні дані
Перший промисловий приплив газу отримано з газових покладів нижньодашавської підсвіти нижнього сармату з інт. 1585—1610 м у 1973 р.
Експлуатується з 1981 р.
Поклади пластові, тектонічно екрановані та літологічно обмежені. Режим Покладів газовий. Запаси початкові видобувні категорій А+В+С1: газу — 4001 млн. м³.